# Edit Headová
Edit Headová, rozená Edith Claire Posener (28. října 1897 San Bernardino – 24. října 1981 Los Angeles) byla americká kostýmní návrhářka a designérka, která během své dlouhé umělecké kariéry byla mnohokrát nominována na cenu Akademie filmového umění a věd Oscar a stala se v tomto ohledu nejúspěšnější ženou v dosavadní americké filmové historii.
Na Oscara byla nominována celkem 35krát, z toho osmkrát zvítězila a stala se v tomto směru dodnes nepřekonanou osobností. Její působení v Hollywoodu je spojeno zejména se studiem Paramount Pictures a v závěru jejího života též s filmovým studiem Universal Pictures. Během svého života spolupracovala přibližně na 700 filmech.
Byla oceněna hvězdou na hollywoodském Chodníku slávy, její hvězda je na 6504 Hollywood Blvd.

## Cena Akademie (Oscar)
- 1950 Dědička
- 1951 Samson and Delilah
- 1951 Vše o Evě
- 1952 Místo na výsluní
- 1953 Největší představení na světě
- 1953 Carrie
- 1954 Prázdniny v Římě
- 1955 Sabrina
- 1961 Fakta života
- 1974 Podraz

## Výběr ženských filmových hvězd, které oblékala
- Mae West ve filmu She Done Him Wrong, 1933, a Myra Breckinridge, 1970
- Frances Farmer ve filmech Rhythm on the Range, 1936 a Ebb Tide, 1937
- Paulette Goddard ve filmu The Cat and the Canary, 1939
- Veronica Lake ve filmech Sullivanovy cesty, 1941 a Krásná čarodějka, 1942
- Barbara Stanwycková ve filmech The Lady Eve a Gangsterská nevěsta, 1941; Pojistka smrti, 1944
- Ginger Rogersová ve filmu Lady in the Dark, 1944
- Ingrid Bergmanová ve filmu Pověstný muž, 1946
- Dorothy Lamour ve filmu The Hurricane, 1937
- Betty Hutton ve filmech Incendiary Blonde, 1945 a Cesta ke hvězdám, 1947
- Loretta Youngová ve filmu Farmářova dcera, 1947
- Bette Davisová ve filmu June Bride, 1948
- Olivia de Havillandová ve filmu Dědička, 1949
- Hedy Lamarrová a Angela Lansburyová ve filmu Samson and Delilah, 1949
- Bette Davisová a Anne Baxterová ve filmu Vše o Evě, 1950
- Gloria Swansonová ve filmu Sunset Blvd., 1950
- Elizabeth Taylorová ve filmech Místo na výsluní, 1951 a Sloní stezka, 1954
- Joan Fontaine ve filmu Something to Live For, 1952
- Audrey Hepburnová ve filmu Prázdniny v Římě, 1953
- Ann Robinsonová ve filmu Válka světů, 1953
- Grace Kellyová ve filmech Okno do dvora, 1954, a Chyťte zloděje, 1955
- Doris Dayová ve filmu Muž, který věděl příliš mnoho, 1956
- Anne Baxterová ve filmu Desatero přikázání, 1956
- Marlene Dietrichová ve filmu Svědek obžaloby, 1957
- Rita Hayworthová ve filmu Oddělené stoly, 1958
- Kim Novak ve filmu Vertigo, 1958
- Sophia Lorenová ve filmu That Kind of Woman, 1959
- Patricia Nealová ve filmu Snídaně u Tiffanyho, 1961
- Tippi Hedren ve filmech Ptáci, 1963 a Marnie, 1964
- Claude Jade ve filmu Topaz, 1969
- Jill Clayburgh ve filmu Gable and Lombard, 1976
- Valerie Perrine ve filmu W.C. Fields and Me, 1976